# Garfo medieval

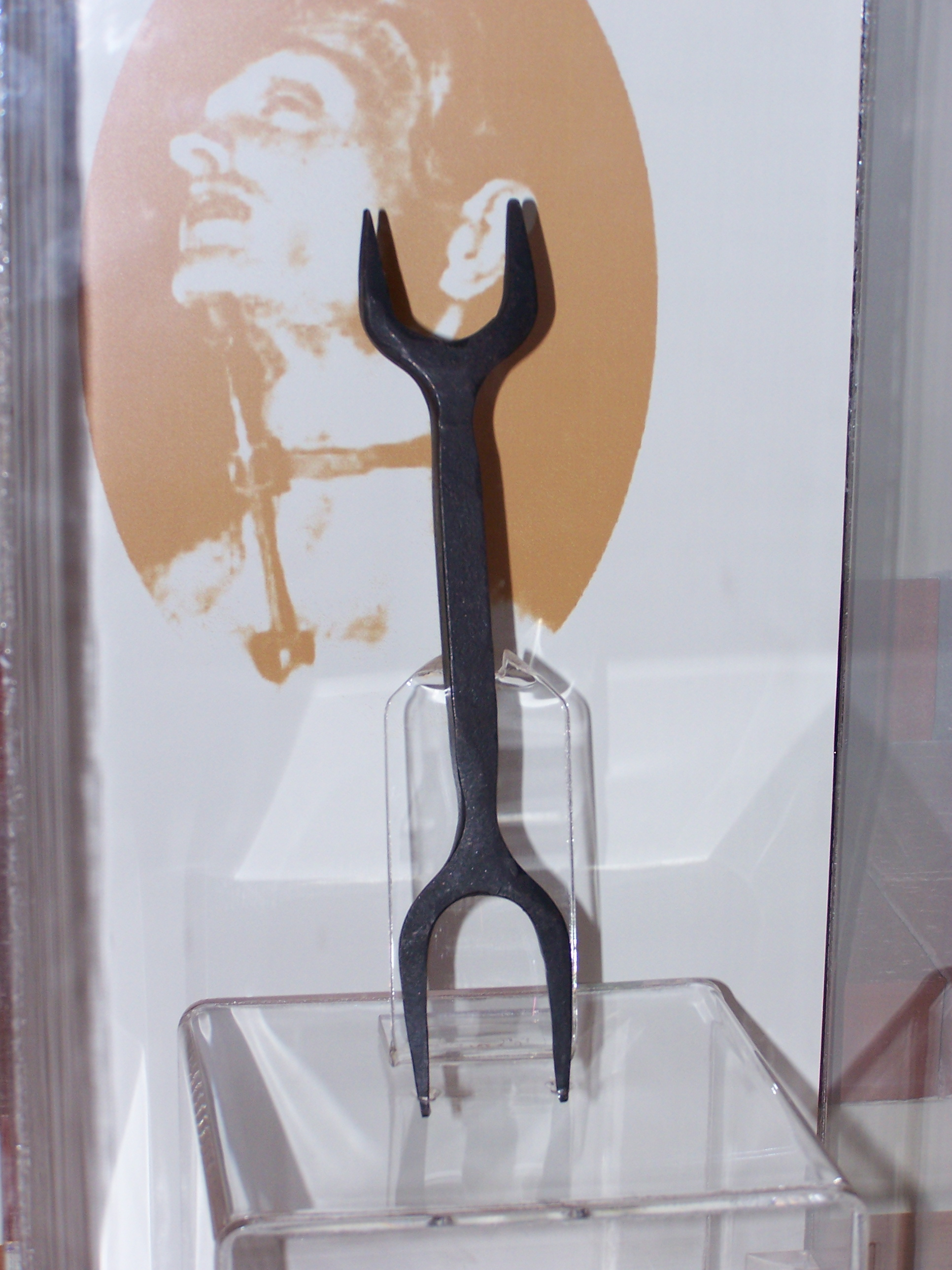
Garfo medieval no Museu de tortura em Lubuskie Zielona Gora

O garfo medieval, também conhecido como forquilha ou garfo dos Hereges, era um instrumento de tortura usado na Idade Média, principalmente durante a inquisição espanhola. Consistia num aparelho de metal com duas extremidades opostas, "bi-garfo" bem como um alça como anexo. Este garfo com duas extremidades era colocado entre o esterno (osso humano) e a garganta. Assim, com uma cinta de couro em volta do pescoço, penetrava no queixo do torturado e a outra no tórax do mesmo. A vítima estava então impedida de adormecer uma vez amarrada por forma a permanecer em pé. Com o cansaço, o torturado acabava por sofrer perfurações sob a tortura do garfo.
Tradicionalmente, o garfo era gravado com a palavra latina abiuro (que significa "por juramento"), e foi usado por diversas inquisições.